# Prochoerodes artemon
Prochoerodes artemon là một loài bướm đêm trong họ Geometridae.